# Gezoneerde kaaszwam
De gezoneerde kaaszwam (Oligoporus wakefieldiae) is een schimmel uit de familie Dacryobolaceae. Hij komt voor op dood naaldhout en loofhout en is eenjarig.

## Macroscopische kenmerken
De zwam heeft geen steel. De hoedjes zijn 0,2 cm dik en staan enkel of dakpansgewijs tot 4 cm van het hout af. Ze zijn 2,5 cm breed. De consistentie is droog en stevig, met een aangedrukt-harig viltig en ondiep gegroefd hoedoppervlak dat okerkleurig is met donkere concentrische zones. De gaatjes zijn wit tot crême, hoekig tot iets langwerpig. Het zijn er 4–5 per mm. Op de hoedhuid of aan het vlees er net onder is vaak plaatselijk een blauwverkleuring te zien. 

## Microscopische kenmerken
De sporen zijn cilindrisch-elliptisch, hyaliene, glad, inamyloïde (3,5-4,5 × 2-2,5 µm). De basidia zijn 4-sporig en knotsvormig en meten 17–20 × 4-6 µm. Deze kaaszwam heeft een monomitisch hyfensysteem. De hyfen zijn dun en dikwandig en hebben gespen. Er zijn geen cystiden aanwezig. Wel heeft deze schimmel cystidiolen, die zijn spoelvormig, met gesp en meten 15–23 × 4–5 µm.

## Verspreiding
In Nederland is de zwam vrij algemeen, in België komt de gezoneerde kaaszwam zeer zeldzaam voor. Hij staat op de rode lijst in de categorie 'gevoelig'.